# Râul Plapcea Mare
Râul Plapcea Mare este unul din cele două brațe care formează râului Plapcea. 